# Witwangtoerako
De witwangtoerako (Menelikornis leucotis synoniem: Tauraco leucotis) is een vogel die behoort tot de familie Musophagidae (toerako's).

## Verspreiding en leefgebied
Deze soort komt voor in noordoostelijk Afrika en telt twee ondersoorten:
- M. l. leucotis: zuidoostelijk Soedan, Eritrea en westelijk Ethiopië.
- M. l. donaldsoni: de centrale Ethiopische hooglanden.